# 藤原忠成
藤原 忠成（ふじわら の ただなり）は、平安時代後期の貴族。藤原北家御子左流、権中納言・藤原俊忠の子。官位は正五位下・民部大輔。

## 経歴
鳥羽・崇徳・近衛・後白河・二条の5帝に仕え、少納言や治部少輔等を経て、久安3年（1147年）民部大輔に任ぜられる。官位には恵まれず、位階は正五位下止まりであった。子・光能は参議に昇っている。

## 官歴
- 天治2年（1125年） 12月25日：見従五位上[1]
- 大治2年（1127年） 正月1日：見少納言[1]
- 久安3年（1147年） 日付不詳：民部大輔[要出典]

## 系譜
- 父：藤原俊忠
- 母：藤原敦家の娘
- 妻：源季忠の娘
  - 男子：藤原光能（1132年-1183年）
- 生母不詳の子女
  - 男子：藤原惟綱
  - 男子：昌雲
  - 男子：重慶
  - 女子：徳大寺公能妾
  - 女子：以仁王妾
  - 女子：持明院基宗室